# Teumman
Teumman segons les fonts assíries o Tempti-Huban-Inšušinak en llengua elamita, va ser rei d'Elam entre els anys 664 aC i 653 aC aproximadament.
Després de la mort del seu oncle Urtak (675 aC al 664 aC) en una guerra contra els assiris, va pujar al tron. Havia estat príncep de Susa des d'on va conspirar perquè Urtak trenqués relacions amb Assíria. Al proclamar-se rei, va aprofitar per unifica una gran part d'Elam, i va obligar a exiliar-se a tots els seus possibles rivals, els fills dels dos reis que l'havien precedit. Els exiliats es van refugiar a Assíria, a la cort d'Assurbanipal.
L'any 653 aC, Teumman va iniciar un atac molt violent contra Assíria, i Assurbanipal va contraatacar amb rapidesa, entrant a la regió de Der i provocant conflictes a la rereguarda de l'enemic. Teumman es va retirar a Susa, on va esclatar una revolta. Va aconseguir restablir la seva autoritat i va reunir un nou exèrcit. Poc després hi va haver la batalla decisiva a Tell-Tuba, vora el riu Karun. Teumman va ser derrotat i sembla que decapitat pel mateix rei Assurbanipal, que va esquarterar el país d'Elam dividint-lo en diversos regnes.